# Деснянська селищна рада (Вінницький район)
Десня́нська се́лищна ра́да — адміністративно-територіальна одиниця та орган місцевого самоврядування в Вінницькому районі Вінницької області. Адміністративний центр — селище міського типу Десна.

## Загальні відомості
Деснянська селищна рада утворена в 1986 році.
- Територія ради: 0,052 км²
- Населення ради: 1 318 осіб (станом на 1 січня 2011 року)

## Населені пункти
Селищній раді підпорядковані населені пункти:
- смт Десна

## Склад ради
Рада складається з 16 депутатів та голови.
- Голова ради: Обливач Галина Миколаївна
- Секретар ради: Перекопайло Людмила Володимирівна

### Керівний склад попередніх скликань
| Прізвище, ім'я, по батькові | Основні відомості                                                | Дата обрання | Дата звільнення |
| --------------------------- | ---------------------------------------------------------------- | ------------ | --------------- |
| Кудла Анатолій Миколайович  | Селищний голова, 1952 року народження, освіта вища, безпартійний | 26.03.2006   | 31.10.2010      |
| Обливач Галина Миколаївна   | Селищний голова, 1956 року народження, освіта вища, позапартійна | 31.10.2010   |                 |

Примітка: таблиця складена за даними сайту Верховної Ради України

### Депутати
За результатами місцевих виборів 2010 року депутатами ради стали:

#### За суб'єктами висування
| Суб'єкт висування | Кількість обраних депутатів | %  |
| ----------------- | --------------------------- | -- |
| Партія регіонів   | 12                          | 75 |
| Самовисування     | 4                           | 25 |

#### За округами
| № округу        | Прізвище, ім'я, по батькові       | Дата визнання обраним | Освіта             | Партійна приналежність | Відомості про обраного депутата                        |
| --------------- | --------------------------------- | --------------------- | ------------------ | ---------------------- | ------------------------------------------------------ |
| Партія регіонів |                                   |                       |                    |                        |                                                        |
| 1               | Вотрук Валентина Григорівна       | 02.11.2010            | вища               | член Партії регіонів   | Вінницький кооперативний інститут, завідувачка відділу |
| 2               | Федорик Людмила Михайлівна        | 02.11.2010            | вища               | член Партії регіонів   | дошкільний навчальний заклад, завідувачка              |
| 3               | Студент Юрій Миколайович          | 02.11.2010            | середня спеціальна | член Партії регіонів   | приватний підприємець                                  |
| 4               | Кравчук Олена Миколаївна          | 02.11.2010            | середня спеціальна | позапартійна           | ВКФП № 2, бухгалтер                                    |
| 5               | Маспанюк-Кушнір Юлія Василівна    | 02.11.2010            | вища               | член Партії регіонів   | фельдшерсько-акушерський пункт, лікар                  |
| 6               | Кримчук Олексій Олександрович     | 02.11.2010            | середня спеціальна | член Партії регіонів   | ВКФП № 2, робітник                                     |
| 7               | Джал Людмила Дмитрівна            | 02.11.2010            | середня спеціальна | позапартійна           | Замостянські міські електромережі, робітник            |
| 8               | Перекопайло Людмила Володимирівна | 02.11.2010            | вища               | член Партії регіонів   | підприємство «Вінницяводоканал», бухгалтер             |
| 9               | Гамарник Олена Миколаївна         | 02.11.2010            | середня спеціальна | член Партії регіонів   | тимчасово не працює                                    |
| 12              | Мортук Мирослава Василівна        | 02.11.2010            | середня спеціальна | член Партії регіонів   | ВКФП № 2, робітник                                     |
| 14              | Мишолов Любов Дмитрівна           | 02.11.2010            | середня            | позапартійна           | ПП «Краб», завідувачка складом                         |
| 15              | Паламарчук Олеся Володимирівна    | 02.11.2010            | середня спеціальна | член Партії регіонів   | Укрпошта, оператор                                     |
| Самовисування   |                                   |                       |                    |                        |                                                        |
| 10              | Сосновська Людмила Вікторівна     | 02.11.2010            | вища               | позапартійна           | приватний підприємець, головний бухгалтер              |
| 11              | Белза Іван Іванович               | 02.11.2010            | вища               | позапартійний          | ВКФП № 2, заступник головного інженера                 |
| 13              | Муштулюк Надія Іванівна           | 02.11.2010            | середня спеціальна | позапартійна           | ВКФП № 2, начальник зміни                              |
| 16              | Кривенко Микола Іванович          | 02.11.2010            | середня спеціальна | позапартійний          | ВКФП № 2, начальник котельні                           |